# Condesuyos
Condesuyos is een provincie in de regio Arequipa in Peru. De provincie heeft een oppervlakte van 6.958 km² en telt 17.943 inwoners (2015). De hoofdplaats van de provincie is het district Chuquibamba.

## Bestuurlijke indeling
De provincie Condesuyos is verdeeld in acht districten, UBIGEO tussen haakjes:
- (040602) Andaray
- (040603) Cayarani
- (040604) Chichas
- (040601) Chuquibamba, hoofdplaats van de provincie
- (040605) Iray
- (040606) Rio Grande
- (040607) Salamanca
- (040608) Yanaquihua

Arequipa · Camaná · Caravelí · Castilla · Caylloma · Condesuyos · Islay · La Unión